# 蓋瑞·科瓦克斯
蓋瑞·科瓦克斯（英語：Gary Kovacs，1963年—）是舊金山灣區技術專家。科瓦克斯曾在Mozilla公司、Adobe、SAP和IBM工作，並領導一家文字簡訊公司Zi公司。

## 職業
科瓦克斯於1990年加入IBM，在產品管理、銷售、行銷和運營方面擔任領導職位，後來擔任位於紐約軟體部門的全球計劃主管。
在IBM工作了十年之後，科瓦克斯成為Zi公司的總裁，Zi公司是一家開發輸入預測的公司，也是其他行動搜尋和文字輸入解決方案的領導者。2000年至2003年，他領導公司的成功創新和成長，為全球擴張提供了戰略方向。
科瓦克斯於2003年加入Macromedia，擔任產品行銷副總裁。當Adobe於2005年收購Macromedia時，科瓦克斯於成為Adobe行動和設備部門副總裁兼產品管理和行銷總經理，於2008年升任為整個部門的總經理。
從2009年到2010年，科瓦克斯在Sybase擔任市場、解決方案和產品高級副總裁，現在已經被SAP收購。
在2010年廣泛尋找一位新的執行長之後，Mozilla選擇科瓦克斯取代前任執行長約翰·李利。科瓦克斯領導該組織和Firefox瀏覽器的整體方向。
在科瓦克斯任職期間，隨著Firefox OS開放原始碼行動作業系統的推出，Mozilla拓展到行動市場。科瓦克斯在2013年世界行動通訊大會上展示了Firefox OS，獲得了全球18個主要行動運營商的承諾。
2012年，科瓦克斯透過談判達成了10億美元的協議，延續了Mozilla將Google設為Firefox的預設搜尋引擎。
科瓦克斯還指導Mozilla在網路隱私行動方面處於業界領導地位。最值得注意的是，Firefox提供了一個Collusion附加元件，使人們能夠查看所有第三方追蹤他們的線上活動，從而做出明智決定的能力。Ponemon Institute將Mozilla評選為2012年最受信賴的網際網路公司。
2013年4月，Mozilla宣布他將在同年晚些時候辭去公司執行長職務，直到2014年3月，他是Mozilla董事會的一員。
2013年7月30日，科瓦克斯加入AVG Technologies擔任執行長。2016年9月，AVG Technologies被Avast Software收購。